# The Albion Band
The Albion Band (ook korte tijd bekend als The Albion Country Band en The Albion Dance Band) was een Engelse folkband.

## Geschiedenis
De band werd in 1971 of 1972 geformeerd door Fairport Convention- en Steeleye Span-oprichter Ashley Hutchings. Eerst kwam Dave Mattacks van Fairport Convention erbij, later dat jaar Richard Thompson en Linda Thompson. In augustus 1973 kwam hun album Battle of the Field uit. Hun andere bekende album Rise Up Like the Sun werd uitgebracht onder de nieuwe naam The Albion Band. Na de herfst van 2002 hield The Albion Band er na dertig jaar musiceren mee op.
Maar in 2011 werd de band heropgericht, nu zonder Ashley Hutchings, maar met diens zoon Blair Dunlop als leider.
Voormalige leden van de band zijn onder anderen: Phil Beer, Martin Carthy, Shirley Collins, John Kirkpatrick, Chris Leslie, Cathy Lesurf, Dave Mattacks, Julie Matthews, Simon Nicol, Ric Sanders, John Tam Hun, Richard Thompson en Chris While.

## Discografie

### Singles
- 1976: Hopping Down in Kent - Merry Sherwood Rangers (Harvest HAR 5113)
- 1977: The Postman's Knock - La Sexte Estampie Real (Harvest HAR 5128)
- 1978: Poor Old Horse - Ragged Heroes (Harvest HAR 5156)
- 1979: Pain and Paradise - Lay Me Low (Harvest HAR 5175)
- 1998: Wings

### Albums
Als de Albion Country Band
- 1971: No Roses (Pegasus PEG-7) met Shirley Collins
- 1976: Battle of the Field (Island Records HELP 25)

Als de Albion Dance Band
- 1977: The Prospect Before Us (Harvest SHSP 4059)
- 1983: Shuffle Off (Spindrift Records SPIN 103)
- 1987: I Got New Shoes (Making Waves SPIN 132)
- 2007: Dancing Days Are Here Again (Talking Elephant)
- 2009: Rockin' Barn Dance (Talking Elephant)

Als de Albion Band
- 1978: Rise Up Like the Sun (Harvest SHSP 4092)
- 1980: Lark Rise to Candleford (Charisma CDS 4020) (toegekend aan Keith Dewhurst & The Albion Band; 'Various Artists' op het platenlabel.)
- 1983: Light Shining (Albino ALB 001)
- 1984: Under The Rose (Spindrift Records SPIN 110)
- 1985: A Christmas Present from the Albion Band (Fun/Tracer)
- 1987: Stella Maris (Making Waves SPIN 130)
- 1987: The Wild Side of Town (Celtic Music CM 042) - met Chris Baines
- 1989: Give Me A Saddle, I'll Trade You A Car (Topic 12TS454)
- 1990: 1990 (Topic 12TS457)
- 1990: Songs from the Shows, v. 1 (Albino)
- 1991: Songs from the Shows, v. 2 (Albino)
- 1993: Live in Concert (BBC)
- 1993: Acousticity (HTD/Transatlantic)
- 1995: Captured (HTD)
- 1995: Albion Heart (Making Waves)
- 1996: Demi Paradise (HTD)
- 1996: Live At The Cambridge Folk Festival (BBC/Strange Fruit)
- 1997: The Acoustic Years: 1993-1997 (Castle)
- 1997: Songs From The Shows (Road Goes On Forever)
- 1998: Happy Accident (HTD/Transatlantic)
- 1998: The BBC Sessions (BBC/Strange Fruit)
- 1998: Along The Pilgrim's Way (Mooncrest)
- 1998: The Best of 89/90 (HTD)
- 1999: Albion Sunrise—HTD Recordings: 1994-1999 (HTD)
- 1999: Albion Heart (HTD)
- 1999: Before Us Stands Yesterday (HTD)
- 1999: Christmas Album (HTD)
- 2000: The HTD Years (HTD)
- 2001: Road Movies (Topic)
- 2002: An Evening with The Albion Band (Talking Elephant)
- 2003: No Surrender (Snapper Music)
- 2004: Acousticity on Tour (Talking Elephant)
- 2004: Albion Heart on Tour (Talking Elephant)
- 2004: Albion Sunrise - HTD Recordings: 1994-1999 (HTD)
- 2007: The Albion Band Live in Concert (Talking Elephant)
- 2007"Vintage Albion Band (Talking Elephant)
- 2009: Natural and Wild (Talking Elephant)
- 2010: Vintage II On The Road 1972-1980 (Talking Elephant)
- 2010: Another Christmas Present (Talking Elephant)
- 2011: Fighting Room (eigen label)
- 2012: Vice of the People (Powered Flight Music)

Als de Albion Christmas Band (Ashley Hutchings, Simon Nicol, Simon Care, Kellie While)
- 2003: An Albion Christmas (Talking Elephant)
- 2003: Winter Songs (Talking Elephant)
- 2008: Snow On Snow (Talking Elephant)
- 2009: Traditional (Talking Elephant) compilatie van nummers van de vorige drie albums, exclusief gesproken woord opnamen
- 2011: A Sound In The Frosty Air (Rooksmere Records)
- 2014: One For The Road (Rooksmere Records)
- 2016: Magic Touch (Talking Elephant)
- 2022: All Are Safely Gathered In (Talking Elephant)

Andere namen
- 1986: Yuletracks
- 1999: Ridgeriders (de bandnaam van het album bevat de lijst van de artiesten afzonderlijk, evenals de vermelding 'with The Albion Band and Julie Matthews')

Bijdragende artiest
- 1974: Steve Ashley - Stroll On (Gull Records) - optreden op Lord Bateman
- 1998: The Rough Guide to English Roots Music (World Music Network)

## DVD's
- 1997: In Search of English Folk Song (1997 BBC film geregisseerd door Ken Russell) met Fairport Convention, Donovan, Osibisa, Eliza Carthy, The Albion Band, Waterson–Carthy en Edward II. Heruitgebracht op dvd in 2008, maar alleen voor regio 1